# Still Ballin’
«Still Ballin’» — второй сингл Тупака, при участии Trick Daddy. Трек является продолжением темы трека «St8 Ballin'», с альбома «Thug Life» 1994 года. Сингл выпущен как промо, не для коммерческой прибыли.
Оригинальная версия композиции записана в 1995 году, при участии рэпера Kurupt.

## Дорожки
- Промо 12"

|  | Сторона А - «Still Ballin'» (clean) — 2:42 - «Still Ballin'» (explicit) — 2:49 - «Still Ballin'» (instrumental) — 2:49 |
|  | Сторона Б - «Fuck Em All» (clean) — 4:20 - «Fuck Em All» (explicit) — 4:25                                             |

## Чарты
«Still Ballin’» дебютировал в 2003 году на 31 позиции в чарте Billboard Top R&B/Hip-Hop Singles & Tracks, на 15 позиции в Billboard Hot Rap Tracks, на 24 позиции в Billboard Rhythmic Top 40 и на 69 позиции в Billboard Hot 100.